# Mint (entreprise)
Pour les articles homonymes, voir Mint.
Ne pas confondre avec Mint Mobile (en), compagnie américaine de télécommunications.

Ancien logo de l'entreprise

Mint, précédemment Budget Telecom, est une société créée en 1999 à Montpellier. Elle propose différents services dont la fourniture d'énergie et de forfaits mobiles.
La société est cotée en bourse sur Euronext Paris et fait partie des indices : Euronext Growth, All-Share / PEA et PEA-PME.

## Historique
Budget Telecom est créé en 1999 sous le nom de Telecom Data, sous la forme d'une société à responsabilité limitée. Au démarrage de l'activité, il s'agit d'un site web de comparaison des offres de téléphonie.
En 2000, Telecom Data devient une société anonyme et se renomme pour l'occasion Budget Telecom.
En 2006, Budget Telecom devient fournisseur d'accès à Internet en proposant des abonnements ADSL en zone dégroupée (sur les réseaux d’Alice et de Neuf) ou non-dégroupée (sur le réseau de France Télécom).
Cette même année, Budget Telecom entre en bourse sur Alternext. Initialement prévue pour septembre, son introduction est effectuée en octobre[pourquoi ?].
L’opérateur est contraint d’arrêter ses offres d’accès internet en zone dégroupée le 1er avril 2009 lorsque Alice, qui vient d’être racheté par Iliad, la maison mère de Free, rompt le contrat qui lui permettait d’utiliser son réseau téléphonique. Il est alors proposé aux abonnés de passer chez le concurrent SFR.
Historiquement opérateur de télécommunications, la société opère une diversification sur le secteur de l'énergie fin 2013 avec le lancement de Qinergy, service de lecture en temps réel de la consommation d'électricité,. En 2017, la société lance Mint Énergie, service de fourniture d'électricité, avec une offre à un prix avantageux et basée sur les énergies renouvelables.
En 2019, l'entreprise fait rentrer dans ses actionnaires Holding Gay, un industriel des énergies renouvelables, ce qui lui permet d'augmenter les fonds nécessaires à sa politique de développement, avec notamment un investissement pour faire connaître davantage sa marque Mint Énergie.
Le 22 octobre 2019, les actionnaires réunis en assemblée générale extraordinaire entérinent le changement de nom Budget Telecom en Mint (le mot mint signifie en anglais menthe ou monnaie). Celui-ci devient effectif le 20 janvier 2020.
Fin 2020, la société Eoden (via Mercure Energie) annonce vouloir acquérir toutes les actions de Mint via une offre publique d'achat (OPA) au cours de 10 € par action et 0,54 € par bon de souscription d'action. Celle-ci est ouverte du 10 décembre 2020 au 22 janvier 2021. À l'issue de la première offre, l'OPA est relancée pour un deuxième tour. Finalement, Eoden détient environ 60 % du capital de Mint. Ce résultat relativement bas est en partie dû à un mouvement d'actionnaires minoritaires. De nombreux petits porteurs se sont en effet rejoints afin de défendre leurs intérêts ; ils estiment qu'une OPA à 10 € ne tient pas compte des perspectives de croissance de Mint.
Le 31 mars, l'entreprise annonce le lancement du site de vente en ligne Mint Market, dédié à la domotique et aux objets connectés.
En 2021, Mint se targue d'une augmentation de 40% de son chiffre d'affaires et début 2022, l'entreprise rachète le fournisseur d'énergie Planète Oui pour 1.5M€, après l'approbation du tribunal de commerce de Lyon.

## Mint Énergie
Mint Énergie est une marque commerciale de Mint dédiée à la fourniture d'électricité au grand public. Mint Énergie veut se démarquer de la concurrence en étant peu onéreux et en affichant une démarche écoresponsable.
À son lancement, l’entreprise se fournit en électricité auprès de la bourse d’énergie, Powernext.
Mint indique approvisionner ses clients avec de l'énergie 100% renouvelable issue de l'hydraulique, de l'éolien et du solaire[source insuffisante].
En 2022, l'entreprise est l'objet d'une plainte de l'association CLCV de défense des consommateurs en raison des modalités d'augmentation de ses tarifs.

## Actionnaires
Répartition du capital au 22 avril 2021, :
| Holding Gay (Eoden)     | 62,0 % |
| Flottant                | 37,6 % |
| Auto contrôle (Mint SA) | 0,4 %  |

## Données financières
Le tableau suivant présente l'évolution du Chiffre d'Affaires et du Résultat Net de Mint :
| Année              | 2015  | 2016 | 2017  | 2018  | 2019  | 2020 | 2021 |
| ------------------ | ----- | ---- | ----- | ----- | ----- | ---- | ---- |
| Chiffre d'Affaires | 8,20  | 8,11 | 8,95  | 20,62 | 34,61 | 64,2 | 90   |
| Résultat Net       | -7,69 | 1,03 | -0,32 | -2,38 | -0,36 | 2,0  |      |

Le 22 avril 2021, Mint publie un chiffre d'affaires 2020 en hausse de 85,4 %, s'élevant à 64 M€ contre 34,6 M€ l'année précédente. L'entreprise génère par ailleurs un Résultat Net positif de 2 M€, marquant ainsi un retour à la rentabilité.